# Latina (Madrid)
Latina is een district in de Spaanse hoofdstad Madrid met 256.664 inwoners.

## Wijken

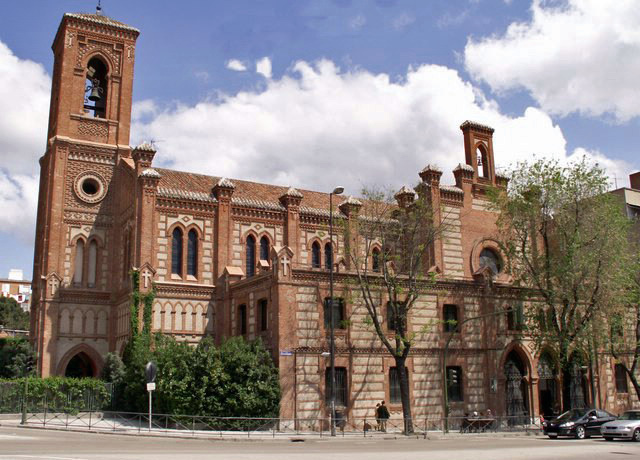
De kerk Santa Cristina ligt in Latina.

Latina is ingedeeld in 7 wijken:
- Aluche
- Campamento
- Cuatro Vientos
- Las Águilas
- Lucero
- Los Cármenes
- Puerta del Ángel

Centro · Arganzuela · Retiro · Salamanca · Chamartín · Tetuán · Chamberí · Fuencarral-El Pardo · Moncloa-Aravaca · Latina · Carabanchel · Usera · Puente de Vallecas · Moratalaz · Ciudad Lineal · Hortaleza · Villaverde · Villa de Vallecas · Vicálvaro · San Blas · Barajas